# تپه داغ ینگ‌آباد
تپه داغ ینگ آباد مربوط به عصر مفرغ قدیم - هزاره اول ق متری است و در شهرستان میانه، بخش مرکزی، دهستان کله بوز شرقی، روستای داغ ینگه آباد واقع شده و این اثر در تاریخ ۲۷ اسفند ۱۳۸۷ با شمارهٔ ثبت ۲۶۴۳۰ به‌عنوان یکی از آثار ملی ایران به ثبت رسیده است.